# Eckfeld
Eckfeld är en kommun och ort i Landkreis Bernkastel-Wittlich i förbundslandet Rheinland-Pfalz i Tyskland.
Kommunen ingår i kommunalförbundet Verbandsgemeinde Wittlich-Land tillsammans med ytterligare 44 kommuner.
I kommunen finns en 160 till 190 meter djup sänka (Eckfelder Maar) med en diameter av cirka 900 meter som under mellersta eocen var en kratersjö från en slocknad vulkan. I sänkan hittades cirka 45 miljoner år gamla fossil.